# Tistronörarna (vid Berghamn, Nagu)
Tistronörarna är öar nära Boskär i Nagu,  Finland. De ligger i Skärgårdshavet i Pargas stad i landskapet Egentliga Finland, i den sydvästra delen av landet. Öarna ligger omkring 3 kilometer nordost om Boskär, 17 kilometer söder om Nagu kyrka, 50 kilometer sydväst om Åbo och omkring 170 kilometer väster om Helsingfors. Närmaste allmänna förbindelse är förbindelsebryggan vid Nagu Berghamn som trafikeras av M/S Eivor och M/S Cheri.
Arean för den av öarna koordinaterna pekar på är 2,5 hektar och dess största längd är 250 meter i nord-sydlig riktning.